# Trasfigurazione di Gesù
La trasfigurazione di Gesù è un episodio della vita di Gesù descritto nei vangeli sinottici Matteo 17,1-8; Marco 9,2-8 e Luca 9,28-36 e ricordata dall'apostolo Pietro nella sua seconda lettera (2Pt 1,16-17). La corrispondente e omonima festa viene celebrata il 6 agosto dalla Chiesa cattolica, dalla chiesa ortodossa e da altre confessioni cristiane in ricordo dell'episodio biblico.
Gesù rivela ai tre discepoli diletti il Corpo del Vero Uomo e Vero Dio, che tutti i dodici vedranno dopo la resurrezione di Gesù dalla morte di croce.
La narrazione contiene tre immagini: il monte, la preghiera e la luce.

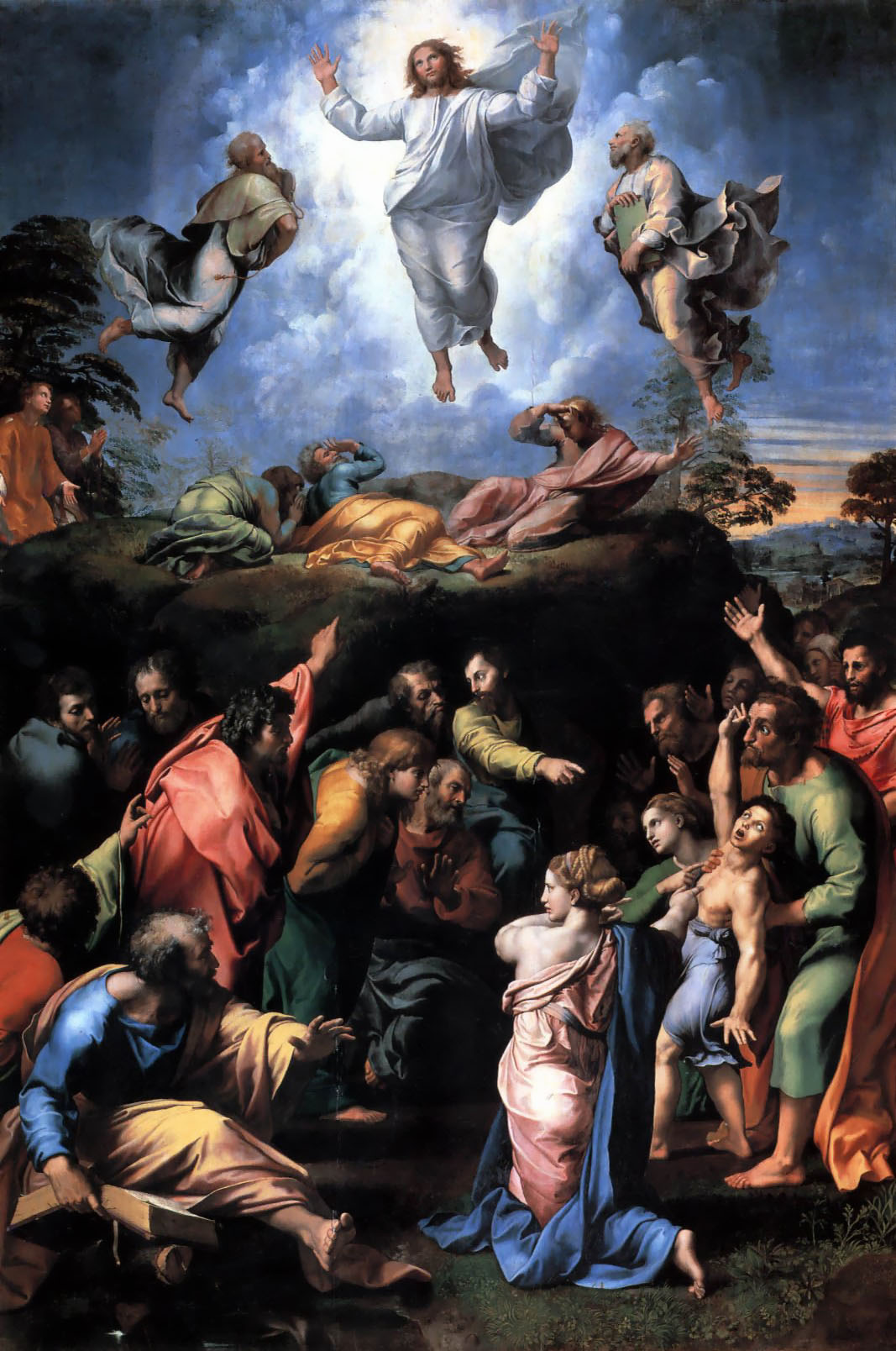
La Trasfigurazione, Raffaello Sanzio

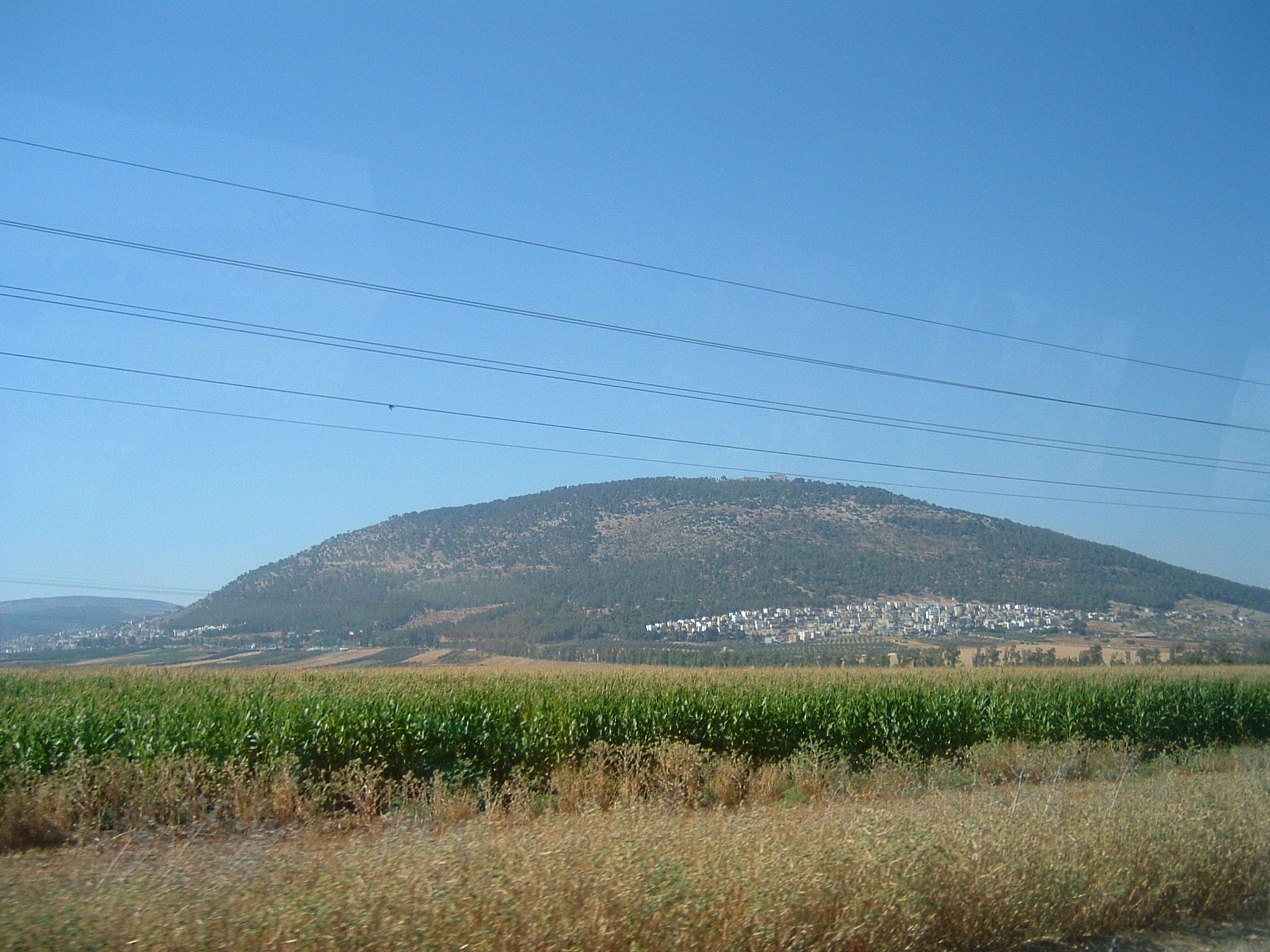
Veduta del Monte Tabor dalla pianura circostante

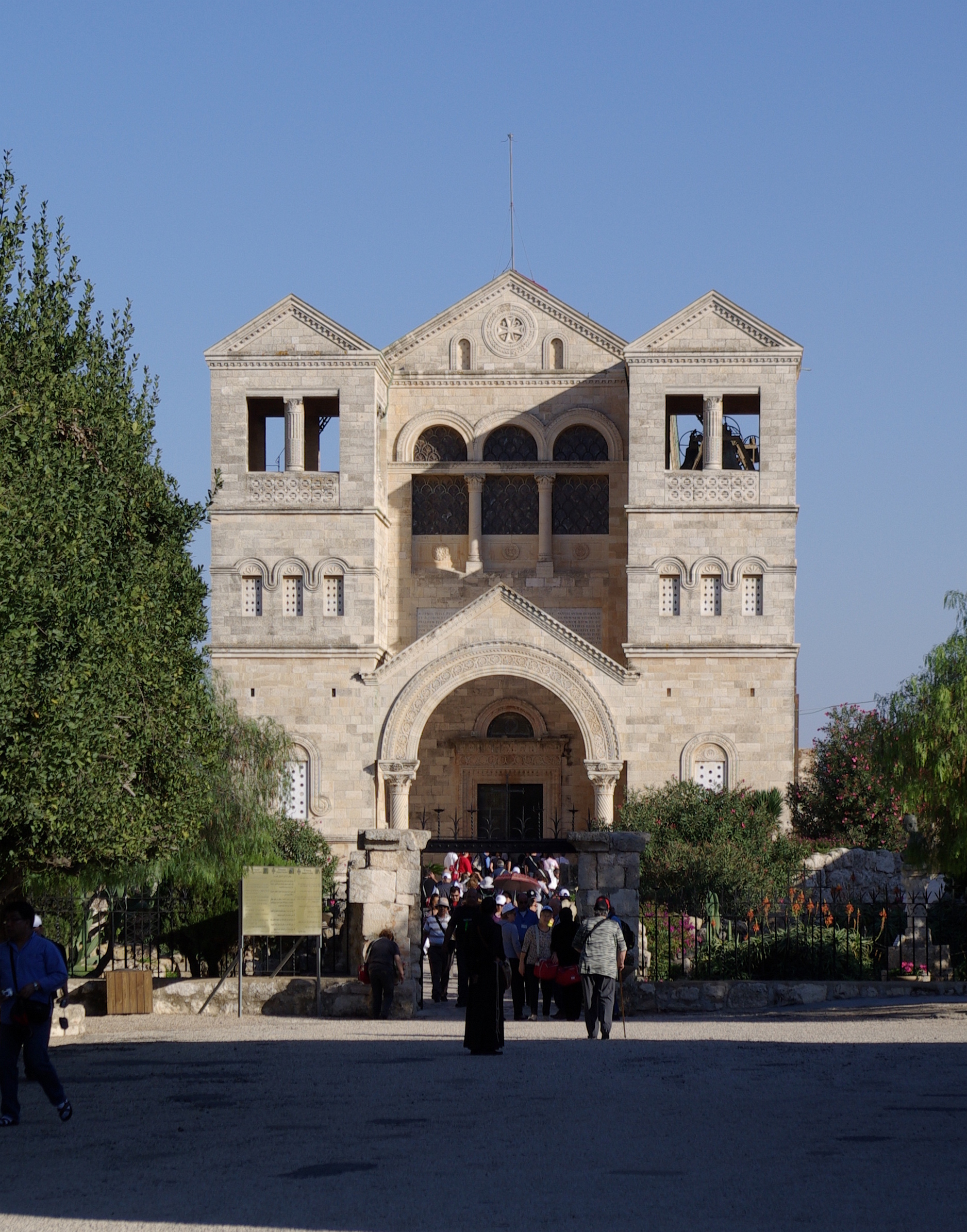
La chiesa della Trasfigurazione sul Monte Tabor, opera di Antonio Barluzzi

## La trasfigurazione di Gesù Cristo

### La trasfigurazione
L'episodio della trasfigurazione è narrato nei tre vangeli sinottici (Marco 9:2-8, Matteo 17:1-8, Luca 9:28-36), dopo la confessione di Pietro. Secondo questi testi Gesù, dopo essersi appartato con i discepoli Pietro, Giacomo e Giovanni, cambiò aspetto mostrandosi ai tre discepoli con uno straordinario splendore della persona e uno stupefacente candore delle vesti. In questo contesto si verifica l'apparizione di Mosè ed Elia che conversano con Gesù e si ode una voce, proveniente da una nube, che dichiara la figliolanza divina di Gesù. Lo splendore di Cristo richiama la sua trascendenza, la presenza di Mosè ed Elia simboleggia la legge e i profeti che hanno annunciato sia la venuta del Messia che la sua passione e glorificazione; la nube si riferisce a teofanie già documentate nell'Antico Testamento.
Secondo la visione di Eliseo riferita in 2 Re 1.15-18;2:1-6, Elia era stato rapito al cielo senza morte; secondo Deuteronomio, 32:49 e 34, invece, Mosè era morto prima di giungere alla Terra Promessa, perché come Aronne non aveva glorificato Dio dopo la scoperta della sorgente sita a Meriba di Kades.

#### Altri riferimenti biblici
Anche Esodo 34,5 menziona Dio che si manifestò a Mosè mediante una nube. Esodo 34,29-35 afferma che il volto di Mosè divenne splendente dopoché aveva parlato con il Signore, al punto che le persone che vivevano con lui si impaurirono al vederlo e lui dovette indossare un velo quando parlava agli Israeliti.
Rileva dire che anche durante la Trasfigurazione sul Tabor una nube avvolge i tre apostoli e parla loro (Luca 9,35); la veste di Gesù diventa candida e sfolgorante dopo la preghiera (Luca 9,29), come il volto di Mosè che aveva parlato con il Signore.
La trasfigurazione è un'anticipazione della risurrezione-Ascensione.

### Il luogo della trasfigurazione
Nella Bibbia il monte è luogo per eccellenza delle teofanie: il monte Sinai per il dono della legge a Mosè, il Monte Carmelo per sant'Elia e, infine, il Tabor sono teatro di esperienze religiose nella storia della salvezza. 
Una tradizione attestata già nel IV secolo da Cirillo di Gerusalemme e da Girolamo, identifica il luogo dove sarebbe avvenuta la trasfigurazione con il monte Tabor, in arabo Gebel et-Tur ("la montagna"). Un colle rotondeggiante e isolato, alto 588 m s.l.m., ossia circa 400 metri sul livello delle valli circostanti. È su questo colle che i bizantini costruiranno, poi, tre chiese di cui parla l'Anonimo Piacentino che le visiterà nel 570.
Un secolo dopo Arculfo vi troverà un gran numero di monaci e il Commemoratorium de Casis Dei (secolo IX) menzionerà il vescovado del Tabor con diciotto monaci al servizio di quattro chiese. Successivamente ci saranno i Benedettini che costruiranno anche un'abbazia, circondando gli edifici di una cinta fortificata. Distrutto tutto dal sultano al-Malik al-‘Ādil (1211-12) per costruirvi una fortezza, i cristiani vi torneranno nuovamente, costruendovi un santuario. Anche questo sarà distrutto per ordine del sultano Baybars (1263), lasciando il monte desolatamente abbandonato per oltre quattro secoli.
Solo nel 1631 i francescani col Custode di Terra Santa Diego Campanile potranno prendere il possesso del monte Tabor. Due secoli dopo, nel 1854, essi cominceranno a studiare le rovine del passato, iniziando nuove costruzioni che culmineranno con l'attuale basilica a tre navate, su disegno ed esecuzione dell'architetto Antonio Barluzzi, che sarà inaugurata nel 1924.

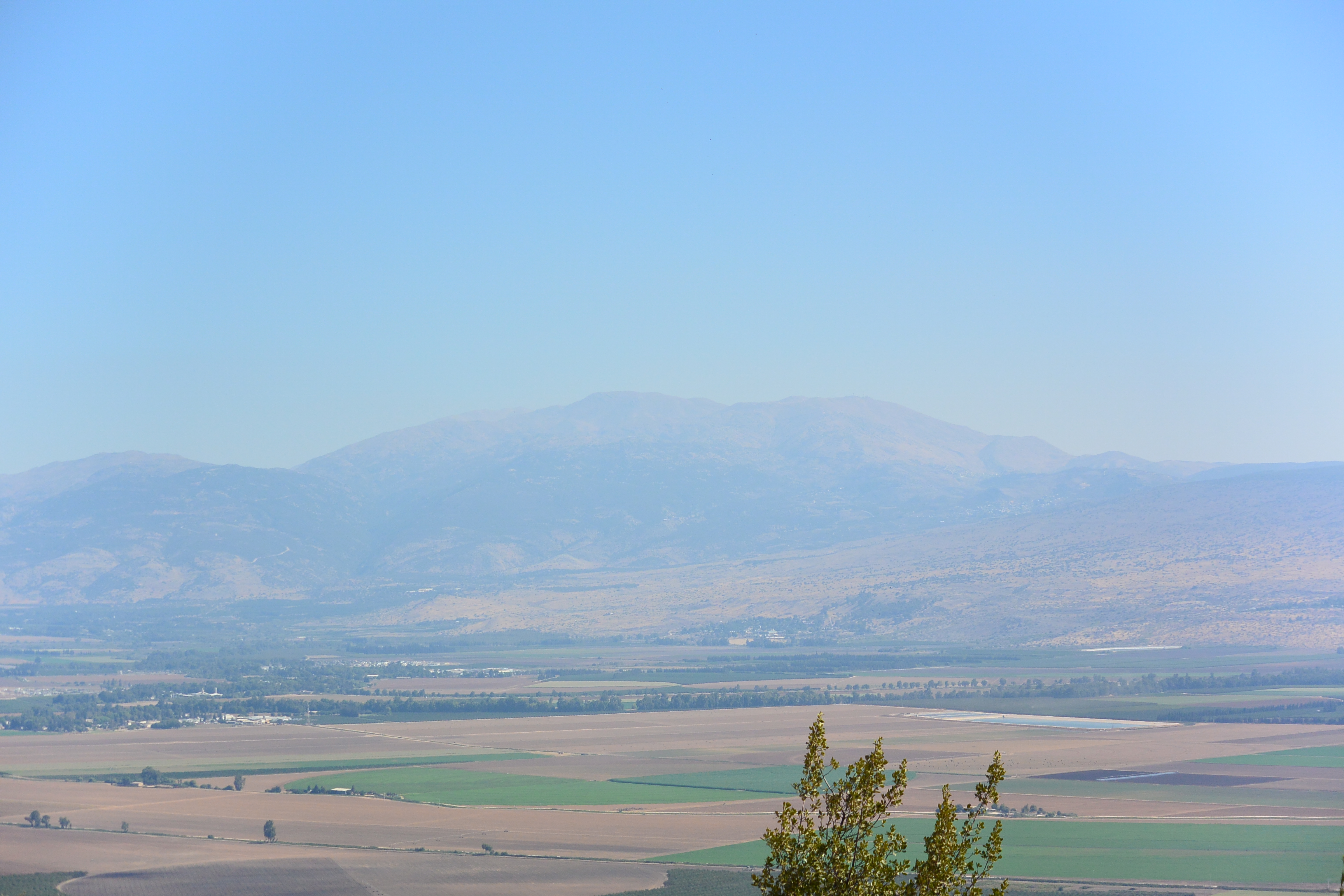
Sullo sfondo le tre cime del Monte Hermon

In alternativa al monte Tabor, si presume che l'"alto monte" di cui parlano i vangeli sia il monte Hermon. In genere, le ragioni addotte a favore di questo monte risiedono nel fatto che alcune rovine sul monte Tabor indicano, che una città fortificata era fiorente già prima del I secolo; infatti la cima del Tabor costituiva una posizione strategica e assai adatta per una città del genere. Da qui il dubbio che la trasfigurazione di Gesù sarebbe avvenuta sul monte Tabor, dato che i Vangeli dicono invece che Gesù e i suoi tre compagni erano sul monte "in disparte", "da soli", "in un luogo solitario". Inoltre, poco prima della trasfigurazione, Gesù si trovava dalle parti di Cesarea di Filippo presso le sorgenti del fiume Giordano, città situata alla base sud ovest dell'alto monte Hermon (Matteo 16,13; Matteo 17,1-2; Marco 8,27; Marco 9,2).

### L'oggetto della conversazione
Luca è l'unico a rivelare l'oggetto della conversazione. 
Mosè è l'uomo della Legge ed Elia è il padre del profetismo: nella loro conversazione con Gesù parlano della sua dipartita, del suo Esodo, il passaggio che -attraverso la morte, risurrezione e ascensione - avrebbe portato a termine alla casa del Padre, conducendo con sé i suoi. Egli l'avrebbe portato a compimento proprio a Gerusalemme. Di fatto, Gesù ascolta la Legge e i profeti che gli parlano della sua morte e risurrezione.
Gesù è il compimento dell'intera Rivelazione biblica, sia della Legge che dei Profeti. La nube, che è Dio Padre, comanda di ascoltarlo, così come agli Israeliti nell'Antico Testamento Dio aveva dato segno di ascoltare Mosè ed Elia.

### Luogo in cui si trovavano Mosè ed Elia
Secondo la Chiesa cattolica, Mosè ed Elia dopo la loro morte si trovavano nel Limbo dei padri, il luogo dove dimoravano tutti i santi in attesa della risurrezione di Gesù che li liberò durante la sua discesa agli Inferi.
Le anime del Limbo soffrivano la pena del danno, che è la privazione della presenza e della visione beatifica di Dio Padre, Sommo Bene, ma godevano comunque la piena felicità naturale. In altre parole, non subiscono la pena del senso, cioè le sofferenze fisiche inflitte dal fuoco del Purgatorio e dell'inferno e dagli altri tormenti.
Mosè ed Elia vedono la gloria di Cristo e ascoltano dalla nube anche la voce di Dio Padre, ma non possono vedere il Volto di Dio Padre così come lo vedono le anime che si trovano in Paradiso.

### La trasfigurazione e l'arte
Il soggetto della trasfigurazione è presente nell'arte sia orientale sia occidentale. Numerose sono le icone bizantine della trasfigurazione. In Oriente va ricordato il mosaico bizantino del Monastero di Santa Caterina sul Sinai. In Occidente basta ricordare il meraviglioso mosaico della Cappella Palatina di Palermo,  la Trasfigurazione del Beato Angelico, di Raffaello, del Gherardini, del Perugino, del Bellini e di Tiziano. Un affresco con tale soggetto è inoltre venuto alla luce negli scavi della tardo-medioevale Chiesa di S. Maria Assunta, nella frazione di Pernosano di Pago del Vallo di Lauro, a pochi chilometri da Nola (Napoli). Recente (2002) è il monumentale mosaico di Marko Ivan Rupnik realizzato a Milano nella chiesa dei Santi Giacomo e Giovanni. E va ricordata anche la trasfigurazione allegorica nel mosaico dell'abside di Sant'Apollinare in Classe a Ravenna.

## La festa della Trasfigurazione
La festa della Trasfigurazione secondo alcuni storici della liturgia ricorda la dedicazione delle basiliche del monte Tabor. Era celebrata dalla Chiesa nestoriana già alla fine del V secolo ed è documentata nel VII secolo nella Siria occidentale.
Anastasio il Sinaita (VII sec.) compose e pronunciò un'omelia sul Monte Tabor, probabilmente davanti a un gruppo di pellegrini recatisi sul luogo in concomitanza con la festività liturgica della Trasfigurazione di Gesù. I manoscritti originali conducono un parallelo con la teofania di Betel al patriarca Giacobbe e con le due promesse di Dio rivolte sul Monte Sinai a Mosè e poi ad Elia., dimostrando che nella terra di Israele esisteva un culto di adorazione prima del VII secolo.
La fissazione della data della festa al 6 agosto dipende dal fatto che secondo una tradizione l'episodio della Trasfigurazione narrato dai Vangeli sarebbe avvenuto quaranta giorni prima della crocifissione di Gesù. In Oriente si celebrava già la festa dell'Esaltazione della Santa Croce il 14 settembre, quindi di conseguenza fu stabilita la data della Trasfigurazione.
In Occidente le prime testimonianze della festa risalgono alla metà del IX secolo (Napoli, paesi germanici, Spagna). Successivamente nel X secolo in Francia e nei secoli XI e XII anche a Roma nella Basilica Vaticana. Alla diffusione capillare della festa contribuì Pietro il Venerabile e Cluny. Papa Callisto III nel 1457 la inserì nel Calendario liturgico Romano come ringraziamento per la vittoria ottenuta sui Turchi a Belgrado il 6 agosto 1456 da János Hunyadi e Giovanni da Capestrano. Relativamente alla liturgia, la Chiesa ha assegnato alla celebrazione della Trasfigurazione di Gesù il grado di festa.